# Suriname tại Thế vận hội Mùa hè 2008
Suriname đưa 1 phái đoàn 4 người đến tham dự Thế vận hội Mùa hè 2008 tại Bắc Kinh; 2 vận động viên điền kinh và 2 bơi lội.

## Điền kinh
| Vận động viên      | Nội dung | Vòng loại | Vòng loại | Tứ kết  | Tứ kết  | Bán kết | Bán kết | Chung kết | Chung kết |
| Vận động viên      | Nội dung | Kết quả   | Hạng      | Kết quả | Hạng    | Kết quả | Hạng    | Kết quả   | Hạng      |
| ------------------ | -------- | --------- | --------- | ------- | ------- | ------- | ------- | --------- | --------- |
| Jurgen Themen      | 100m nam | 10.61     | 6         | Bị loại | Bị loại | Bị loại | Bị loại | Bị loại   | Bị loại   |
| Kirsten Nieuwendam | 200m nữ  | 24.46     | 7         | Bị loại | Bị loại | Bị loại | Bị loại | Bị loại   | Bị loại   |

## Bơi
| Vận động viên          | Nội dung          | Vòng loại | Vòng loại | Bán kết   | Bán kết | Chung kết | Chung kết |
| Vận động viên          | Nội dung          | Thời gian | Hạng      | Thời gian | Hạng    | Thời gian | Hạng      |
| ---------------------- | ----------------- | --------- | --------- | --------- | ------- | --------- | --------- |
| Gordon Touw Ngie Tjouw | 100m bơi bướm nam | 54.54     | 3         | Bị loại   | Bị loại | Bị loại   | Bị loại   |
| Chinyere Pigot         | 50m bơi sải nữ    | 27.66     | 2         | Bị loại   | Bị loại | Bị loại   | Bị loại   |